# راندي بروكس (قائد فرقة)
راندي بروكس (بالإنجليزية: Randy Brooks)‏ هو موزع وملحن أمريكي، ولد في 15 مارس 1919، وتوفي في 21 مارس 1967.

## وصلات خارجية
- راندي بروكس على موقع ميوزك برينز (الإنجليزية)
- راندي بروكس على موقع إن إن دي بي (الإنجليزية)
- راندي بروكس على موقع أول ميوزيك (الإنجليزية)
- راندي بروكس على موقع ديسكوغز (الإنجليزية)